# Бецалель Смотрич
Бецалель Йоель Смотріч (івр. בְּצַלְאֵל יוֹאֵל סְמוֹטְרִיץ׳, нар. 27 лютого 1980) — ізраїльський юрист і ультраправий політик. Лідер Релігійної сіоністської партії, раніше він був членом Кнесету від політичного блоку Яміна. З 29 грудня 2022 року обіймає посаду міністра фінансів Ізраїлю.

## Життєпис
Бецалель Смотріч народився в Хаспіні, релігійному ізраїльському поселенні на Голанських висотах, і виріс у поселенні Бейт-Ель на Західному березі річки Йордан. Його батько був ортодоксальним рабином, і Смотрич отримав релігійну освіту у єшивах Мерказ га-рав, Яшлац та Кедумім. Під час своєї служби в армії оборони Ізраїлю він служив секретарем в оперативному відділі Генерального штабу. Він отримав ступінь бакалавра права в Академічному коледжі Оно та вивчав публічне та міжнародне право в Єврейському університеті Єрусалиму, хоча так і не закінчив його. Має диплом адвоката. Смотрич — ортодоксальний єврей, одружений з Ревіталь, з якою має семеро дітей. Сім'я живе у поселенні Кедумім на Західному березі річки Йордан у будинку збудованому за затвердженими межами та з порушенням плану поселення.